# Dan Lebental
Dan Lebental (ou Dan Lebenthal) est un monteur américain.

## Filmographie[1]

### En tant quemonteur
- 1992 : The Lounge People de Frank Popper et Bradd Saunders
- 1993 : The Chili Con Carne Club de Jonathan Kahn (Court métrage)
- 1995 : Murder Was the Case: The Movie de Dr. Dre (Vidéo)
- 1995 : Génération sacrifiée[2] (Dead Presidents) d'Albert et Allen Hughes
- 1996 : Don't Look Back (en) de Geoff Murphy (Téléfilm)
- 1997 : Le Suspect idéal (Deceiver) de Jonas et Josh Pate
- 1998 : Very Bad Things de Peter Berg
- 2000 : Wonderland (Série télévisée - Pilote réalisé par Peter Berg)
- 2000 : Eat Your Heart Out de Felix O. Adlon
- 2000 : En toute complicité (Where the Money Is) de Marek Kanievska
- 2001 : American Campers[3] (Happy Campers) de Daniel Waters
- 2001 : From Hell d'Albert et Allen Hughes
- 2003 : 11:14 de Greg Marcks
- 2003 : Elfe (Elf) de Jon Favreau
- 2005 : Zathura : Une aventure spatiale (Zathura: A Space Adventure) de Jon Favreau
- 2006 : The Woods de Lucky McKee
- 2006 : La Rupture (The Break-Up) de Peyton Reed
- 2006 : Wild West Comedy Show: 30 Days & 30 Nights - Hollywood to the Heartland d'Ari Sandel (Documentaire)
- 2007 : In Case of Emergency (Série télévisée - Pilote réalisé par Jon Favreau)
- 2008 : Iron Man de Jon Favreau
- 2011 : Cowboys et Envahisseurs (Cowboys and Aliens) de Jon Favreau
- 2015 : Ant-Man de Peyton Reed
- 2018 : Ant-Man et la Guêpe (Ant-Man and the Wasp) de Peyton Reed
- 2022 : There Are No Saints de Alfonso Pineda Ulloa
- 2024 : Bad Boys: Ride or Die d'Adil El Arbi et Bilall Fallah
- 2024 : Le Flic de Beverly Hills : Axel F. (Beverly Hills Cop: Axel F) de Mark Molloy

#### Publicité
- Stray Bullet[4]

### Autres métiers
- 1992 : The Lounge People de Frank Popper et Bradd Saunders (Producteur)

## Distinctions

### Récompenses
- Clio Award du meilleur montage pour la publicité Stray Bullet[4].
- Différents prix aux MTV Awards pour des vidéoclips[4].